# Военно-воздушные силы Ливии
Военно-воздушные силы Ливии (араб. القوات الجوية الليبية‎) — вид вооружённых сил Государства Ливия.
После свержения режима Каддафи и начала гражданской войны в 2011 году в стране фактически действует двоевластие. На востоке в Тобруке заседает избранная народом Палата представителей, которой лояльна Ливийская национальная армия Х.Хафтара, контролирующая большую часть страны. В Триполи действует сформированное при поддержке ООН и западных стран Правительство национального согласия (ПНС), в формальном подчинении которого находятся ряд бригад, состоящих из бывших повстанцев и исламистов. Достоверных данных о численности бойцов и вооружении у двух армий нет.

## История
Военно-воздушные силы были впервые созданы как Королевские ливийские ВВС  в сентябре 1962 года по решению министра обороны Юниса Бель Хайера, подполковника Салима аль-Хсуми. Подполковнику Мохамеду Шеннибу было поручено возглавить новую силу.
В мае 1967 года Королевство Ливия достигло соглашения с США о поставке 10 самолетов Northrop F-5 для ВВС Ливии. Пятьдесят шесть человек прошли подготовку на базах в США.
В 1969 году после прихода к власти Муаммара Каддафи образованы ВВС новой Ливийской Арабской Республики. Когда американские войска покинули Ливию военно-воздушная база «Колес», находившаяся в 11 км от Триполи, стала базой ВВС ЛАР и была переименована в военную базу Окба Бен Нафи. На базе размещалась штаб-квартира ВВС и значительная часть основных учебных заведений. Произошло значительное расширение военно-воздушных сил, было закуплено большое количество советских и некоторых французских боевых самолетов.
Во время ливийско-египетской войны в 1977 году произошли столкновения между ливийскими и египетскими самолетами. ВВС также участвовали в боевых действиях против Танзании в 1979 году в рамках войны между Угандой и Танзанией, чтобы помочь союзникам из Уганды.
В 1970—1980-х годах ливийские МиГи и Ту были обычными посетителями международного воздушного пространства вблизи баз Италии и НАТО. 19 июля 1980 года в горах Сила близ Кастельсилано, на юге Италии, был обнаружен разбившийся МиГ-23 ВВС Ливии. Предполагается, что это событие связано с потерей рейса 870 Itavia несколькими неделями ранее.
Ливия потеряла четыре самолета в двух инцидентах над заливом Сидра в 1981 и 1989 году. Кроме того, многие самолеты были разрушены или повреждены на земле в 1986 году, когда американцы атаковали цели в аэропортах Бенгази и Триполи.
Военно-воздушные силы широко использовались в боевых действиях в Чаде в 1980-х годах для поддержки ливийских наземных подразделений.
С распадом Советского Союза поддержка Ливии Москвой прекратилась. Падение цен на нефть в 1990-х годах и эмбарго ООН сделали покупку современного оборудования практически невозможной. Санкции ООН, наложенные на Ливию в 1992 году, тяжело отразились на общем состоянии ВВС Ливии. Из-за отсутствия запасных частей пришлось списать ещё пригодные к модернизации самолёты. Снизился годовой налёт ливийских лётчиков, пропала возможность пополнять авиапарк, несмотря на наличие у страны финансовых средств. Санкции ООН были сняты в начале 1999 года, и Народные ВВС Ливии начали перспективные переговоры с Россией о модернизации своих МиГ-21 и МиГ-25, а также выразили интерес к МиГ-29, МиГ-31. В январе 2008 года Джамахирия купила у Италии 4 морских патрульных самолета ATR-42MP.
Численность личного состава на 2008 год составляла 23000 человек (включая ПВО). В 2010 году численность личного состава военно-воздушных сил Ливии оценивалась в 18 000 человек, при этом на вооружении находилось 374 боеспособных самолета, работающих на 13 военных авиабазах.
После гражданской войны и свержения режима Каддафи в 2011 году военными самолетами владеют несколько группировок, воюющих в Ливии. По заявлению британского вице-маршала авиации Грег Бэгуэлла, принимавшего участие в операции НАТО в небе над Ливией, «Ливийские ВВС и ПВО после двух дней операции „Рассвет одиссеи“ перестали существовать как самостоятельная боевая сила». Однако позже ВВС Ливии применялись входе гражданской войны в стране.
По состоянию на 2019 год ливийские ВВС номинально находятся под контролем международно признанного Правительства национального согласия в Триполи, хотя его соперник — Ливийская национальная армия Хафтара также имеет значительные военно-воздушные силы.

## Пункты базирования
- Авиабаза Метига, Триполи[4]
- Авиабаза Себха
- Авиабаза Гат
- Авиабаза Бенгази
- Авиабаза Эль-Адем
- Авиабаза Мисурата
- Авиабаза Сирт
- Авиабаза Гадамес
- Авиабаза Аль-Байда
- Авиабаза Тобрук

## Техника и вооружение до 2011 года

### Боевые самолёты
Данные о технике и вооружении ВВС Ливии взяты со страницы журнала Aviation Week & Space Technology по состоянию на 2009 год
| Изображение | Тип       | Производство | Назначение                                           | Количество | Примечания |
| ----------- | --------- | ------------ | ---------------------------------------------------- | ---------- | --- |
|             | Mirage F1 | Франция      | истребитель                                          | 2          | В 1978—1980 годах у Франции было куплено 38 Mirage F1 (16 Mirage F-1AD, 16 Mirage F-1ЕD и 6 Mirage F-1BD). В 2006 году был заключен контракт на приведение в боеготовность и модернизацию 12 самолётов в течение 30 месяцев. Стоимость контракта составила около €100 млн. Контракт не был выполнен в срок и лишь 4 из 12 самолётов были возвращены в строй к началу гражданской войны. Один из восстановленных самолётов был сбит огнём оппозиции 3 марта 2011 года. |
|             | Mirage 5  | Франция      | истребитель                                          |            | В 1971-1974 годах поставлено 53 ударных Mirage-5D, 10 разведчиков Mirage-5DR, 15 учебно-боевых Mirage-5DD и 32 перехватчика Mirage-5DE. Сняты с вооружения в 2003 году. |
|             | МиГ-21    | СССР         | истребитель                                          | 12         | В 1979 году было поставлено 40 МиГ-21ПФ/УМ и 50 МиГ-21бис. |
|             | МиГ-23    | СССР         | истребитель истребитель-бомбардировщик учебно-боевой | 4          | С 1976 по 1982 год поставлено 85 МиГ-23МФ, 38 МиГ-23БH и 15 МиГ-23УБ. К началу гражданской войны в Ливии на вооружении находилось 75 истребителей МиГ-23МС, 40 истребителей-бомбардировщиков МиГ-23БН и 15 учебно-боевых МиГ-23УБ. |
|             | МиГ-25    | СССР         | перехватчик/разведчик                                |            | В 1978-1981 годах было поставлено 16 МиГ-25РБ, а в 1979-1982 годах — 80 МиГ-25П и МиГ-25У.. К началу Гражданской войны в Ливии самолёты этого типа были сняты с вооружения. |
|             | Ту-22     | СССР         | дальний бомбардировщик                               |            | Всего в Ливию было поставлено 14 Ту-22Б и 2 Ту-22У. Последний вылет был совершен в 1992 году. К началу Гражданской войны в Ливии на хранении оставалось 6 Ту-22Б и 1 Ту-22У. Уничтожены ударом ВВС Франции в 2011 году. |
|             | Су-22     | СССР         | истребитель-бомбардировщик                           | 2          | Всего Ливии было поставлено 47 Су-22, 49 Су-22М и 13 Су-22У. К началу гражданской войны на вооружении числилось 53 Су-22М3/УМ3. |
|             | Су-24МК   | СССР         | фронтовой бомбардировщик                             | 2          | В 1988 году был подписан контракт на поставку 15 Су-24МК, но поставлено было только 6 единиц в 1989 году. Все ливийские Су-24МК были уничтожены в ходе гражданской войны и последующей интервенции. |

## Нарукавный знак военнослужащих ВВС Ливии

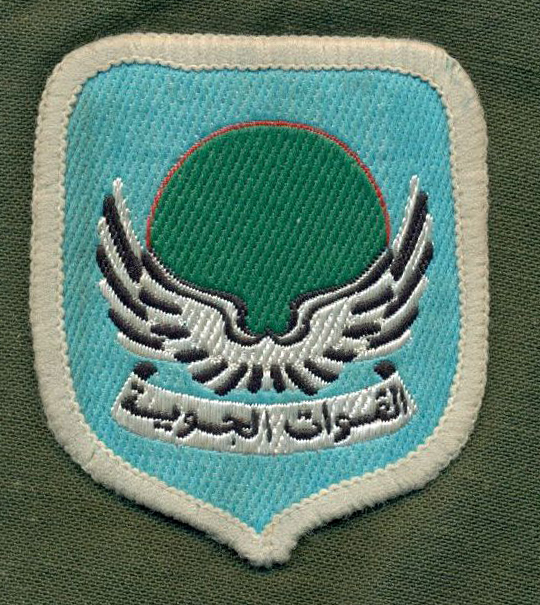
Нарукавный знак военнослужащих ВВС Ливии до 2011 г.

### Транспортные самолёты
| Изображение | Тип                | Производство | Назначение                | Количество | Примечания |
| ----------- | ------------------ | ------------ | ------------------------- | ---------- | --- |
|             | Ан-26              | СССР         | транспортный самолёт      | 10         | |
|             | Ан-32              | СССР         | транспортный самолёт      | 8          | |
| Фото        | Ан-72              | СССР         | транспортный самолёт      | 4          | +1 на хранении |
| Фото        | Ан-74ТК-200        | Украина      | транспортный самолёт      |            | Ан-74ТК-200, взятый в лизинг у ХГАПП, разбился 23 апреля 2006 года около Камеруна. |
|             | Ил-76              | СССР         | транспортный самолёт      | 4          | В 1979 году было поставлено 4 Ил-76М. |
|             | Ил-78              | СССР         | заправщик                 | 1          | Один Ил-78 был поставлен перед началом действий международных санкций против Ливии в 1992 году.                                                                                                  |
|             | Lockheed C-130H    | США          | транспортный самолёт      | 4          | Всего к началу действия международных санкций в 1992 году было поставлено 8 из 16 заказанных самолётов. К началу гражданской войны в 2011 году в полётопригодном состоянии находилось 4 единицы. |
|             | Raytheon 200C      | США          | самолёт общего назначения | 1          | |
|             | Let L-410 Turbolet | Чехословакия | самолёт общего назначения | 2          | В 1984 году было поставлено 9 Л-410Т и еще 6 Л-410УВП было поставлено в 1986 году. |

### Учебные самолёты
| Изображение | Тип                   | Производство | Назначение            | Количество | Примечания                                                                      |
| ----------- | --------------------- | ------------ | --------------------- | ---------- | ------------------------------------------------------------------------------- |
|             | Aero Vodochody L-39Z0 | Чехословакия | учебно-боевой самолёт | 20         | В 1978-1983 годах поставлено 181 L-39Z0.                                        |
|             | SIAI-Marchetti SF.260 | Италия       | учебно-боевой самолёт | 12         | В 1978-1979 годах поставлено 110 SF-260W.                                       |
|             | СОКО Г-2 Галеб        | Югославия    | учебно-боевой самолёт | 10         | В 1976-1981 году поставлено 60 Г-2АЕ Галеб, в 1983-1985 годах — еще 62 единицы. |

### Вертолёты
| Изображение | Тип                  | Производство | Назначение                  | Количество | Примечания |
| ----------- | -------------------- | ------------ | --------------------------- | ---------- | --- |
|             | Aérospatiale SA.316B | Франция      | многоцелевой вертолёт       | 5          | В 1971-1972 годах поставлено 17 единиц. |
| Фото        | SA.321 Super-Frelon  | Франция      | многоцелевой вертолёт       |            | В 1972 году поставлено 8 SA.321 и 6 SA-321H в 1980-1981 годах. |
|             | Ми-8                 | СССР         | могоцелевой вертолёт        |            | Всего было поставлено от 12 до 50 Ми-8/Ми-17. |
|             | Ми-14                | СССР         | вертолёт-амфибия            |            | В 1982-1983 годах поставлено 12 Ми-14ПЛ. После отмены международных санкций против Ливии в 2004 году 2 вертолёта были переделаны на Севастопольском АРЗ в противопожарные Ми-14ПЖ. |
|             | Ми-24                | СССР         | транспортно-боевой вертолёт | 21         | В 1979-1980 годах поставлено 40 Ми-24Д и 12 Ми-24В. |
| Фото        | Ми-2                 | Польша       | учебный вертолёт            |            | В 1979-1983 годах поставлено 81 Ми-2. |
|             | Boeing CH-47 Chinook | США          | тяжелый вертолёт            |            | В 1976 году из Италии было поставлено 8 CH-47 Chinook. |

### Системы ПВО
| Изображение | Тип            | Производство | Назначение                    | Количество | Примечания |
| ----------- | -------------- | ------------ | ----------------------------- | ---------- | --- |
|             | С-75           | СССР         | ЗРК среднего радиуса действия |            | 108 ПУ (5-6 бригад по 18 ПУ в каждой). 39 комплексов С-75 «Волга» были поставлены в Ливию из СССР в период с 1975 по 1985 годы. |
|             | С-125 «Печора» | СССР         | ЗРК малого радиуса действия   |            | Всего было поставлено 60 комплексов до 1991 года.                                                                               |
|             | С-200А         | СССР         | ЗРК дальнего радиуса действия |            | 4 бригады ПВО включающие 2 дивизиона по 6 ПУ С-200 (до 48 ПУ), по состоянию на 2010 год                                         |
|             | КС-19          | СССР         | 100-мм зенитная пушка         |            | В 1972-1974 годах поставлено 150 единиц.                                                                                        |

## Опознавательные знаки

Опознавательный знак
Знак на киль

### Эволюция опознавательных знаков ВВС Ливии
| Опознавательный знак | Знак на фюзеляж | Знак на киль | Примечания  |
| -------------------- | --------------- | ------------ | ----------- |
|                      |                 |              | 1967 — 1969 |
|                      |                 |              | 1970 — 1978 |
|                      |                 |              | 1978 — 2011 |
|                      |                 |              | с 2011 года |

## Знаки различия

### Генералы и офицеры
| Категории               | Генералы          | Генералы          | Генералы      | Старшие офицеры | Старшие офицеры | Старшие офицеры | Младшие офицеры | Младшие офицеры   | Младшие офицеры |
| ----------------------- | ----------------- | ----------------- | ------------- | --------------- | --------------- | --------------- | --------------- | ----------------- | --------------- |
|                         |                   |                   |               |                 |                 |                 |                 |                   |                 |
| Арабское звание         | '                 | '                 | '             | '               | '               | '               | '               | '                 | '               |
| Российское соответствие | Генерал-полковник | Генерал-лейтенант | Генерал-майор | Полковник       | Подполковник    | Майор           | Капитан         | Старший лейтенант | Лейтенант       |

### Сержанты и солдаты
| Категории               | Подофицеры        | Подофицеры | Подофицеры | Сержанты и старшины | Сержанты и старшины | Сержанты и старшины | Сержанты и старшины | Солдаты  | Солдаты |
| ----------------------- | ----------------- | ---------- | ---------- | ------------------- | ------------------- | ------------------- | ------------------- | -------- | ------- |
|                         |                   |            |            |                     |                     |                     |                     |          |         |
| Арабское звание         | '                 | '          | '          | '                   | '                   | '                   | '                   | '        | '       |
| Российское соответствие | Старший прапорщик | Прапорщик  | нет        | Старшина            | Старший сержант     | Сержант             | Младший сержант     | Ефрейтор | Рядовой |